# Hobbit (rasa)

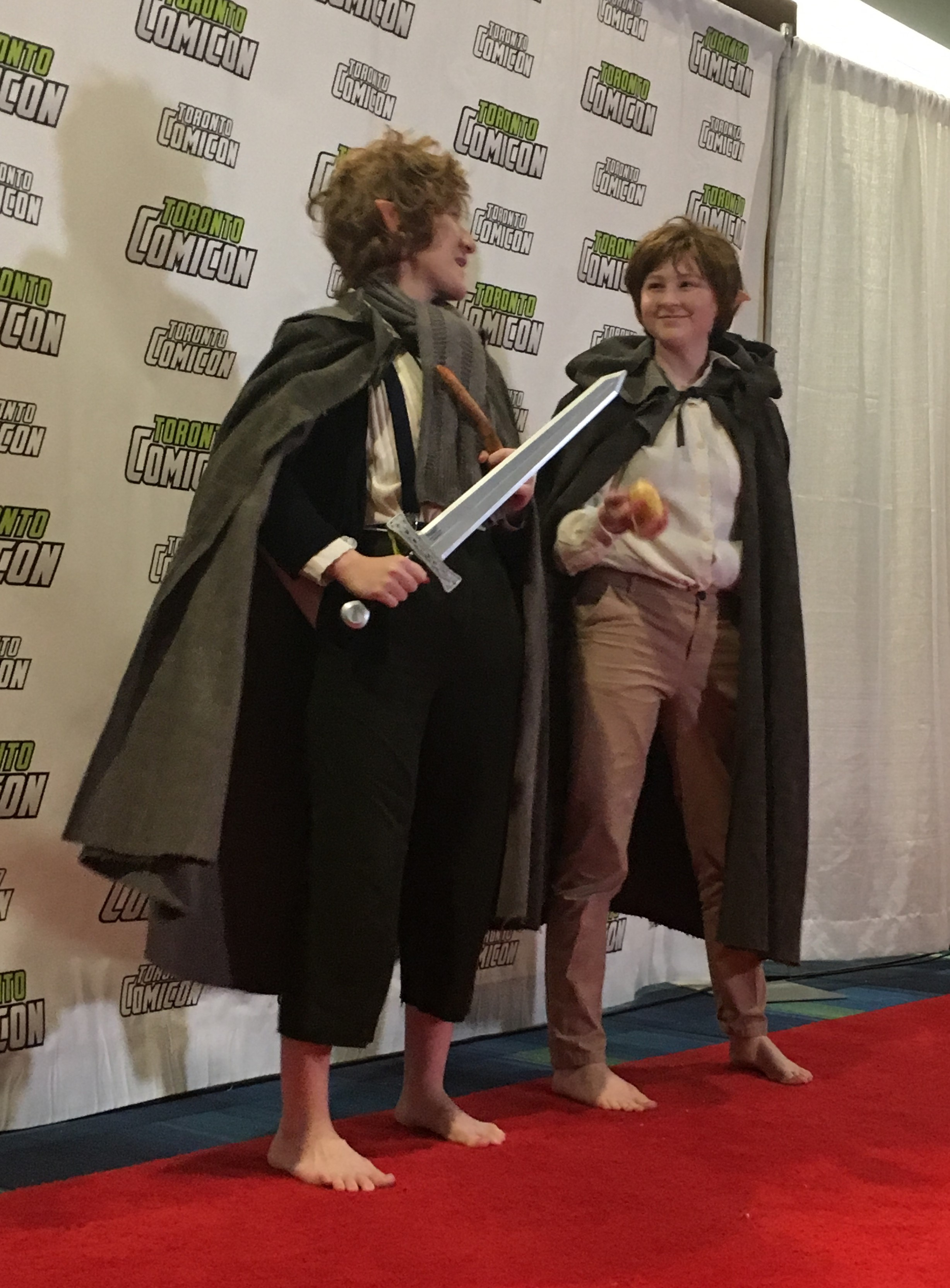
Dwie osoby, przebrane ze hobbitów z Władcy Pierścieni Petera Jacksona na Toronto Comicon (2019)

Hobbici (ang. hobbits) – fikcyjna rasa inteligentnych stworzeń, występująca w mitologii Śródziemia J.R.R. Tolkiena. Są tam opisani jako istoty podobne do ludzi, które wyróżnia jednak niski wzrost i mocno owłosione stopy.
Po raz pierwszy pojawili się w wydanej w 1937 r. powieści fantasy dla dzieci pt. Hobbit, czyli tam i z powrotem, której głównym bohaterem jest hobbit Bilbo Baggins. Biogramy hobbitów, występujących w ramach tolkienowskiego legendarium, zostały przedstawione na liście hobbitów Śródziemia.

## Nazwa

### Pochodzenie słowa
Tolkien twierdził, że wymyślił słowo hobbit podczas sprawdzania prac egzaminacyjnych w 1930 lub 1931 r. Na pustej stronie napisał wówczas zdanie In a hole in the ground there lived a hobbit (W norze pod pagórkiem mieszkał pewien hobbit).
Badacze twórczości Tolkiena ustalili, że słowo to mogło być zainspirowane przez:
- powieść Babbit Sinclaira Lewisa, której bohater tytułowy prowadzi nudne życie przedstawiciela klasy średniej,
- hobbita – odmianę ducha, odnotowaną na liście nadprzyrodzonych istot w zbiorze pism folklorystycznych M.A. Denhama[2].

Tom Shippey zwrócił także uwagę na podobieństwo między słowami hobbit a rabbit (królik): na kartach Hobbita Bilbo jest kilkukrotnie porównany do tego zwierzęcia.

### W ramach legendarium
W języku wspólnym hobbici na określenie samych siebie używali słowa kuduk, pochodzącego od kûd-dûkan (mieszkaniec nor w języku rohirrickim). Tolkien, „tłumacząc” te nazwy na angielski, zamienił kuduk na hobbit i kûd-dûkan na holbytla (budowniczy nor w języku staroangielskim).
Ludzie określali hobbitów jako niziołki (wspólna mowa banakil, ang. halflings), a elfowie jako periannath.

## Charakterystyka
Tolkien opisał hobbitów jako istoty przypominające ludzi, ale wyróżniające się niskim wzrostem (od 2 do 4 stóp, tj. 0,61–1,22 m), lekko spiczastymi uszami, twarzami pozbawionymi zarostu i mocno owłosionymi, wytrzymałymi stopami. Hobbici ubierali się w jasne barwy (przeważnie zielone lub żółte) i nie używali obuwia.
W liście z 1938 r. do amerykańskiego wydawnictwa Tolkien opisał dokładniej, jak widział hobbita Bilbo Bagginsa:
Wyobrażam sobie dość ludzką postać, a nie jakiegoś baśniowego królika, co, zdaje się, wyobrażają sobie niektórzy z moich brytyjskich recenzentów, o tłustym brzuchu i krótkich nogach. Okrągła, jowialna twarz; uszy tylko lekko spiczaste i „elfie”; włosy krótkie i kędzierzawe (brązowe). Stopy od kostek w dół pokryte brązowym włochatym futrem. Ubranie: zielone aksamitne spodnie, czerwona lub brązowa kamizelka, brązowa lub zielona marynarka, złote (lub mosiężne) guziki, ciemnozielony płaszcz z kapturem (należący do krasnoluda). Wzrost ważny tylko wtedy, gdy na ilustracji są jakieś inne przedmioty, powiedzmy około trzech stóp lub trzech stóp i sześciu cali.
W ramach legendarium zwraca się uwagę na podobieństwa między ludźmi i hobbitami (określanymi niekiedy jako odpowiednio Duzi Ludzie i Mali Ludzie); hobbici uważają się jednak za odrębną od ludzi rasę.
Długość życia hobbitów wynosiła ok. 100 lat (za pełnoletnich uważano tych, którzy ukończyli 33 lata). Rekordzistami długowieczności byli Bilbo Baggins (131 lat) i Gerontius Tuk (130 lat).

## Plemiona hobbitów
Hobbici mieli u zarania swych dziejów dzielić się na trzy plemiona, opisane poniżej jako:
- Harfootowie – o ciemniejszej skórze i drobniejszej budowie; osiedlali się w górach i na stokach pagórków; utrzymywali przyjazne stosunki z krasnoludami[13],
- Stoorowie – masywni i o cięższej budowie; na miejsca zamieszkania wybierani najchętniej równiny i brzegi rzek; w najmniejszym stopniu stronili od ludzi[13],
- Fallohidzi – wyżsi i smuklejsi od innych hobbitów; kochali drzewa i lasy; przyjaźnili się z elfami[13].

Bilbo, Frodo, Merry i Pippin mieli w sobie krew Fallohidów (dzięki ich wspólnemu przodkowi, Gerontiusowi Tukowi).
Gollum i Deagol mieli wywodzić się z plemienia hobbitów, pokrewnego praszczurom Stoorów.

## Zwyczaje i kultura

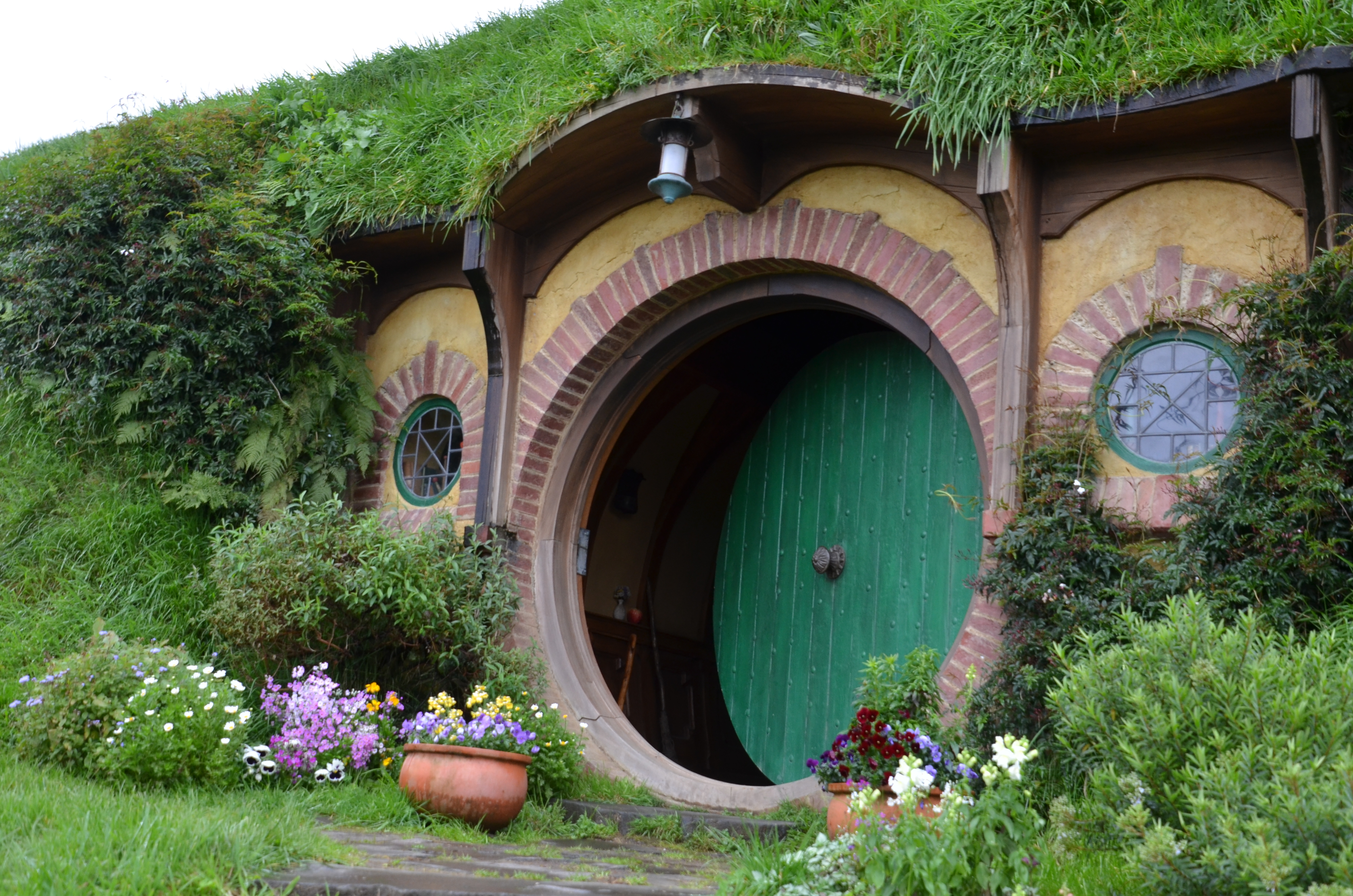
Bag End, siedziba hobbita Bilbo Bagginsa, na planie zdjęciowym Władcy Pierścieni niedaleko Matamata w Nowej Zelandii.

Hobbici prowadzili ciche, spokojne, pozbawione przygód życia. Wiele czasu poświęcali produkcji żywności, jej zjadaniu (chętnie spożywali do 6 posiłków dziennie) oraz spotkaniom towarzyskim. Większość hobbitów wstępowała w związki małżeńskie i zakładała duże rodziny; Bilbo i Frodo byli wyjątkami od tej reguły.
Praktykowali różne rzemiosła (z wyjątkiem szewstwa), wytwarzając pożyteczne i piękne przedmioty. Nie używali maszyn bardziej skomplikowanych niż miechy kowalskie, młyny wodne czy ręczne krosna.
Początkowo wszyscy hobbici mieszkali w norach ziemnych. W czasach opisanych we Władcy Pierścieni zwyczaju tego przestrzegali jedynie najbiedniejsi i najbogatsi – reszta żyła w domach nad ziemią. Niezależnie od lokalizacji, hobbickie siedziby wyróżniały okrągłe drzwi i okna. Pierwszy rozdział Hobbita Tolkiena zawiera dokładny opis Bag End – nory, w której mieszkał Bilbo Baggins.
Od czasów zasiedlenia Eriadoru hobbici przejęli wspólną mowę. Ze swojego pierwotnego języka zapamiętali jedynie imiona własne, nazwy dni tygodnia, nazwy miesięcy oraz kilka określeń (np. mathom na określenie rzeczy doraźnie nieprzydatnej, której nie chcieli jednak wyrzucać).
Jako pierwsi mieli wyhodować i wprowadzić zwyczaj palenia fajkowego ziela.
Mieszkańcy Shire mieli w zwyczaju organizować obchody swoich urodzin i obdarowywać swoich gości prezentami.
Hobbici z Shire posługiwali się własnym kalendarzem.

## Fikcyjna historia

Mapa Eriadoru, Gór Mglistych i Wielkiej Rzeki Anduiny, przedstawiająca wędrówkę hobbickich plemion (kierunek podróży oznaczono czerwonymi strzałkami).

Pierwotna ojczyzna hobbitów nie jest znana. W Trzeciej Erze mieli zamieszkiwać nad górnym biegiem rzeki Anduiny, między Wielkim Zielonym Lasem a Górami Mglistymi. Opuścili te tereny ze względu na rosnącą liczbę ludzi oraz opanowanie lasu przez Cień.
Jako pierwsi na zachód przenieśli się hobbici, zaliczani do Harfootów. Zasiedlili cały Eriador aż po Wichrowy Czub.
Drudzy wyruszyli w podróż Fallohidzi, którzy przebyli góry na północ od Rivendell i powędrowali w dół Szarej Wody.
Ostatni opuścili brzegi Anduiny Stoorowie. Wędrując na południe z biegiem Grzmiącej Rzeki, zamieszkali przez długi czas między Tharbadem a granicą Dunlandu. Niewielka grupa Stoorów przez ok. 200 lat mieszkała na terenie Rhudauru.
Osiedlający się w Eriadorze hobbici założyli liczne osiedla. Do czasów opisanych we Władcy Pierścieni najstarszym wciąż istniejącym było Bree.
W 1601 roku Trzeciej Ery dwóch hobbitów, bracia Marcho i Blanko, uzyskało pozwolenie na osiedlenie się na obszarze między rzeką Baranduiną a Dalekimi Wzgórzami. Obszar ten należał niegdyś do królestwa Arnoru; dlatego ówczesny król, Argeleb II, wymógł na hobbitach utrzymanie mostu na Baranduinie, pomoc królewskim gońcom i uznanie zwierzchnictwa króla. Hobbici określali swoją nową ojczyznę jako Shire.
Rok przekroczenia Branduiny stał się pierwszym rokiem kalendarza Shire’u.

## Upamiętnienie

### Antropologia i paleontologia
W 2003 r. na indonezyjskiej wyspie Flores odnaleziono szczątki hominidów o drobnej budowie ciała. Gatunkowi temu nadano naukową nazwę Homo floresiensis. Jednocześnie (z inicjatywy prof. Morwooda, odkrywcy Homo floresiensis) zaczęto używać słowa „hobbit” jako mniej oficjalnego określenia „człowieka z Flores”.

### Fantasy
Pierwsze wersje fabularnej gry fantasy Dungeons & Dragons uwzględniały hobbitów jako rasę, w przedstawicieli której mogli wcielać się gracze.
W 1977 r. amerykański producent filmowy, Saul Zaentz, wytoczył pozew studiu Tactical Studies Rules (TSR), które stworzyło grę. Zaentz nabył w 1976 r. niektóre prawa do części twórczości Tolkiena. Na tej podstawie skierował pozew przeciwko TSR, domagając się odszkodowania za wykorzystanie w grze nazw fantastycznych istot i stworzeń. Spór Zaentza i TSR zakończył się ugodą. W jej wyniku nazwy niektórych ras występujących w grze zostały zmienione. W szczególności hobbici (ang. hobbits) zostali wówczas zastąpieni niziołkami (ang. halflings).
Hobbici stali się inspiracją dla wielu ras, obecnych w popkulturze, z których zdecydowana większość jest określana jako niziołki, np. Warhammer Fantasy, świat wiedźmina, Baldur’s Gate itd.

### Zwierzęta
- Abacophrastus hobbit – owad z rodziny biegaczowatych[30],
- Laparocerus hobbit – gatunek chrząszcza[30],
- Saurodocus hobbit – gatunek obunoga[31],
- Syconycteris hobbit – gatunek nietoperza[32].